# Jerusalém Oriental

Mapa de Jerusalém Oriental
Jerusalém Ocidental
Jerusalém Oriental (áreas judias)
Cisjordânia (áreas judias)
Jerusalém Oriental (áreas árabes)
Cisjordânia (áreas árabes)
Cidade Velha— Fronteira do armistício de 1949 (Linha Verde)
— Fronteira de Jerusalém Oriental
— Fronteira anterior a 1967

Jerusalém Oriental (القدس الشرقية, al-Quds em árabe, מזרח ירושלים - Mizrach Yerushalaim em hebraico) é uma parte da cidade de Jerusalém que foi ocupada pela Jordânia na guerra de 1948 ao oposto do setor leste da cidade Jerusalém Ocidental ocupada por Israel. Todavia, Jerusalém Oriental pode  referir-se tanto à zona sob domínio da Jordânia no período  1949-1967 (uma área de  6,4 km²), quanto à zona posteriormente capturada e anexada por Israel (área de 70 km²).
Ocupada e anexada pela Jordânia, após a Guerra israelo-árabe de 1948, e por Israel, após a Guerra dos Seis Dias (1967), a soberania territorial sobre Jerusalém Oriental. No entanto, o reconhecimento da soberania israelense é mais aceito apenas sobre Jerusaém Ocidental, já que as Nações Unidas consideram Jerusalém Oriental como parte da Cisjordânia ocupada por Israel.
A porção oriental da cidade inclui a Cidade Velha de Jerusalém e alguns dos lugares sagrados do  Judaísmo, do Cristianismo e do Islamismo, a exemplo do Monte do Templo, do Muro das Lamentações, a Mesquita de al-Aqsa e a Igreja do Santo Sepulcro.

## Antecedentes
O Plano de partição da Palestina da ONU (1947) previa a instalação, na área do Mandato Britânico da Palestina, de um estado judeu, um estado árabe e Jerusalém inteira como corpus separatum, isto é, um território internacionalizado, encravado em território do estado árabe.

Mas, após a Guerra israelo-árabe de 1948, Jerusalém foi dividida em duas zonas: a ocidental, controlada por Israel, habitada principalmente por judeus, e a oriental, habitada principalmente por árabes e controlada pela Jordânia. Os árabes que viviam nos subúrbios da parte ocidental, como Katamon e Malha, tiveram então que fugir, temendo ser massacrados, tal como ocorreu em Deir Yassin, em abril de 1948. O mesmo aconteceu com os judeus que viviam na parte oriental, na Cidade Velha e na Cidade de David, e haviam sofrido a retaliação dos episódios de Deir Yassin, logo no mês seguinte, com o massacre de Kfar Etzion.

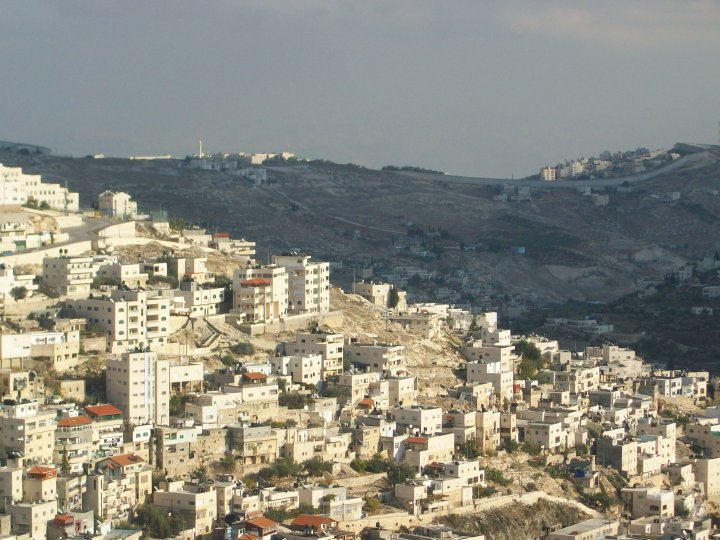
Jerusalém Oriental com o Muro da Cisjordânia ao fundo

A única parte de Jerusalém Oriental que Israel conservou em 19 anos de domínio jordano foi o Monte Scopus, onde está situado o campus de ciências humanas e direito da Universidade Hebraica de Jerusalém, e também o hospital universitário Hadassa Har-Hatzofim (o campus de ciências naturais e exatas está na parte ocidental de Jerusalém, em Givat Ram, ao lado do Museu de Israel e do Knesset, e a faculdade de medicina situa-se em Ein Kerem). Tratava-se de  enclave não considerado como parte de Jerusalém Oriental. Mas, em 1967, após a guerra dos seis dias, a Cisjordânia foi inteiramente tomada por Israel, e Jerusalém Oriental, bem como alguns núcleos urbanos do entorno, de população predominantemente árabe, foi agregada  à parte ocidental, de população predominantemente judia. 
Em novembro de 1967, o Conselho de Segurança das Nações Unidas aprovou a Resolução 242, que determinava a "retirada das forças israelenses dos territórios ocupados no curso do recente conflito". Israel não acatou a resolução e, em 1980, a Knesset aprovou a  Lei básica de Jerusalém, capital de Israel, que proclamava "Jerusalém, unida e indivisa [...] capital de Israel", sem todavia especificar-lhe a territorialidade. Tal declaração foi considerada nula e sem validade pela Resolução 478 do Conselho de Segurança da ONU. 